# I'm Down
〈I'm Down〉은 폴 매카트니(레논–매카트니로 표기)가 작곡한 영국의 록 밴드 비틀즈의 곡으로, 1965년 싱글 〈Help!〉의 B-사이드로 처음 발매되었다. 올뮤직의 평론가 리치 언터버거에 따르면, 〈I'm Down〉은 "전체 비틀즈의 카탈로그에서 가장 열광적인 로커 중 한 명"이라고 한다. 매카트니는 작가 배리 마일스에게 이 노래와 그 노래에 대한 그의 보컬 스타일은 리틀 리처드의 영향을 받았다고 말했다. "나는 그의 노래를 부르곤 했지만, 내 것 중 하나를 원할 때가 있어서 〈I'm Down〉을 썼다."